# Rubinmühle
Die Rubin GmbH & Co. KG ist eine mittelständische, im Familienbesitz stehende, überregional sowie europaweit tätige Unternehmensgruppe mit Sitz in Lahr, Baden-Württemberg, deren operative Tochtergesellschaften Mühlenprodukte und ergänzende Produkte aller Art, vor allem für Lebensmittel, produzieren und vertreiben. Die Rubinmühle ist in Deutschland und Europa das größte verarbeitende Unternehmen von Bio-Hafer sowie eine der drei größten deutschen Hafermühlen.

## Geschichte

### Gründung und Anfänge
Die Rubinmühle in Lahr wurde im Jahr 1352 erstmals urkundlich als Hugsweierer Obermühle erwähnt und wird seit 1684 von der Familie Rubin bewirtschaftet.
Im Jahr 1784 ersteigerte Philipp Jakob Rubin (1736–1805) die Obermühle für 5.670 Gulden. Sie wurde auf seinen Antrag hin von der Familie Rubin zunächst als Pächter bewirtschaftet. Philipp Jakob Rubin geriet zwei Jahre nach Erwerb der Mühle in finanzielle Schwierigkeiten, woraufhin sein ältester Sohn Philipp Jakob Rubin II. (1760–1815) die Mühle durch Erbpacht übernahm. Nach dem Tod von Philipp Jakob Rubin II. im Jahr 1815 wurde dessen Sohn Karl Ludwig Rubin I. (1794–1870) der neue Pächter der Mühle, der zugleich der erste Müller der Familie Rubin war und die Mühle mit jeweils zwei Mahlgängen und Schälgängen sowie einer Reibe betrieb.

### Expansion des Unternehmens
Nach dem Tod des Großherzogs Leopold einigte sich Karl Ludwig Rubin I. mit der Großherzoglich Badischen Domänenverwaltung über die Auflösung seines Lehensverhältnisses, womit die Mühle in sein Eigentum überging. Karl Rubin II. (1829–1881) erweiterte die Mühle um eine Ölmühle und eine Reibemühle. Karl Rubin III. musste 1910 den Konkurs der Mühle anmelden, woraufhin diese für 47.000 Mark von seiner Ehefrau ersteigert wurde. Die Mühle wurde bis 1935 mittels Wasserkraft durch die Schutter betrieben, später folgte der Umzug in größere Gebäude und die Anlage wurde um einen Dieselmotor (1935) sowie um einen Elektromotor (1938) ergänzt.

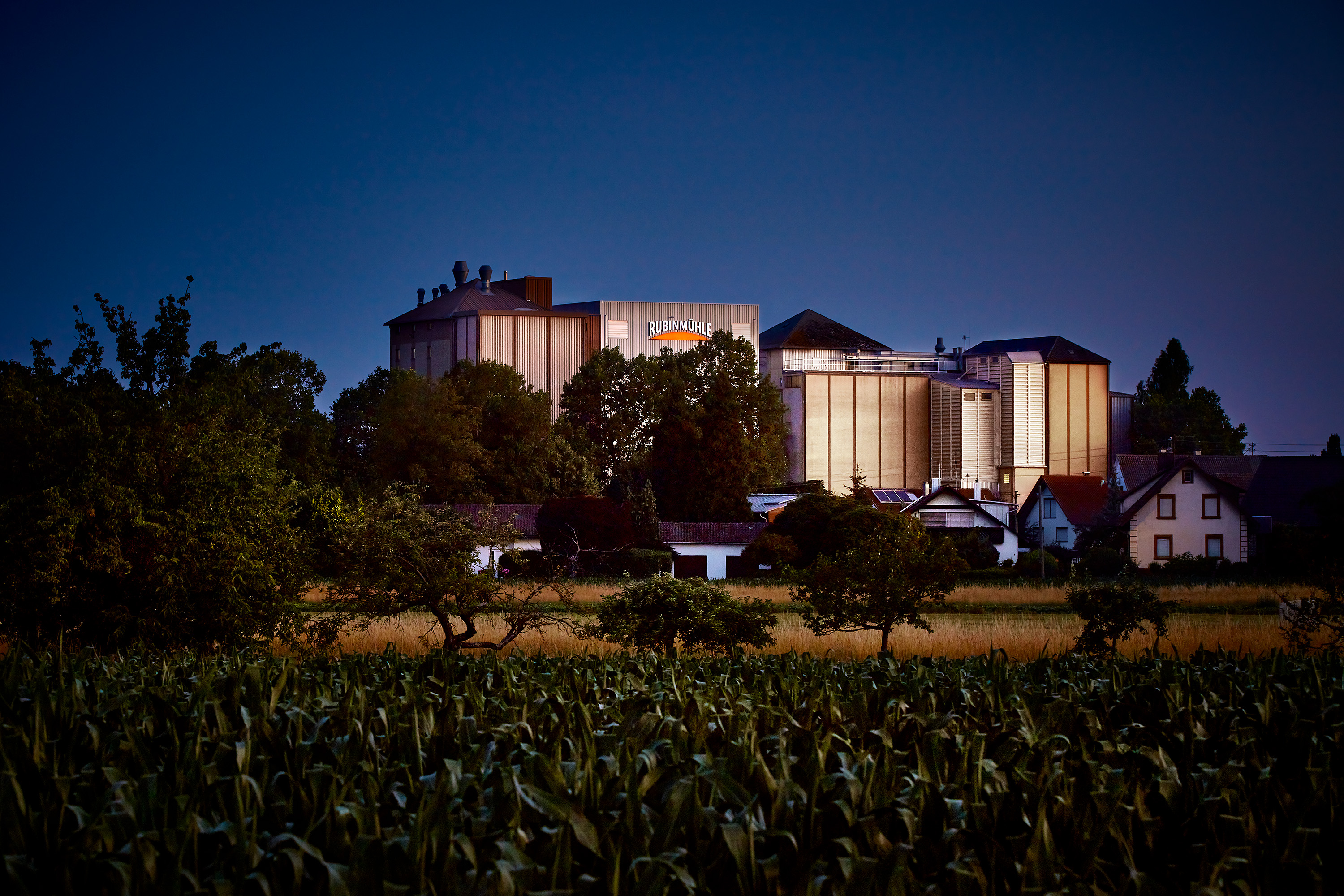
Außenaufnahme Rubin Mühle Werk 1 (2020)

1948 baute Robert August Rubin (1893–1956) eine der ersten Hafermühlen in Süddeutschland. Bis dahin war die Verarbeitung von Gerste und Hafer meist nur in Norddeutschland bekannt gewesen.
1956 errichtete die Firma Rubin ein neues Getreidesilo, 1967 folgte ein Tiernahrungswerk und 1978 eine neue Weizen- und Roggenmühle. Die erste Lagerhalle wurde 1986 gebaut, im selben Jahr wurde eine Mischerei und Verpackerei für Müsli installiert. Der Neubau einer Schälmühle erfolgte 1989, deren Kapazität seitdem verdreifacht wurde. 1993 baute das Unternehmen die erste Extrusionsanlage, in den Jahren 1996 und 2000 folgten weitere Extrusionsanlagen. Im Jahr 2002 baute Rubin eine neue Lagerhalle, 2009 wurde die Halle um doppelt so viele Lagerplätze erweitert. In den Jahren 2003, 2004, 2008, 2011 wurden weitere Extrusionslinien gebaut, 2006 weihte Rubin ein Biomassekraftwerk ein, das 10.000 Megawattstunden Prozessdampf für die Haferverarbeitung und Extrusion liefert und damit 80 Prozent des Dampfbedarfs der Mühle abdeckt.

### Jüngere Entwicklungen

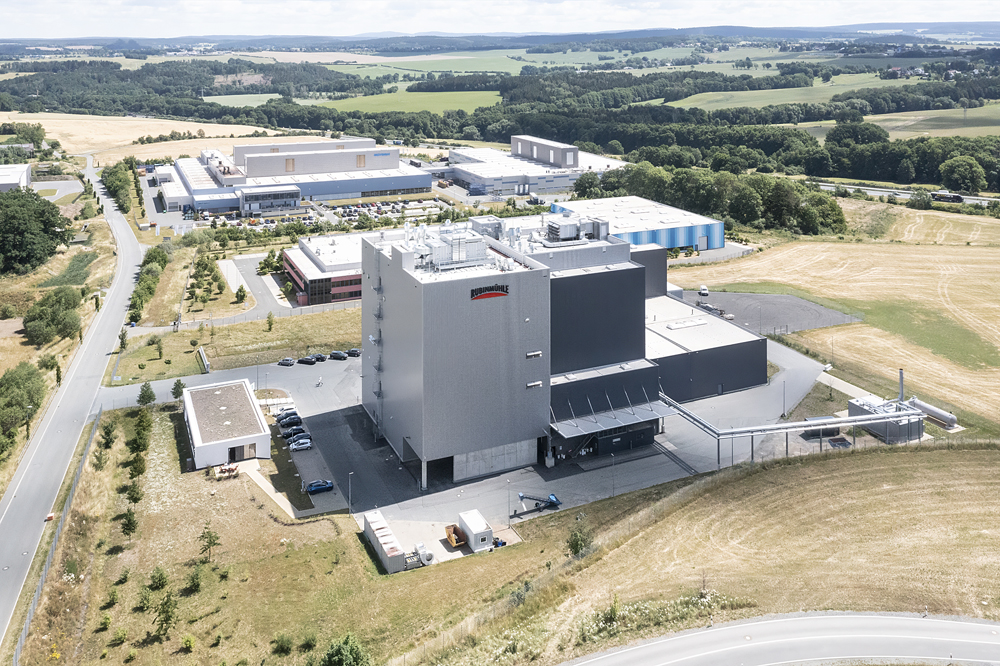
Rubinmühle Vogtland Werk 2 (2023)

Die Rubinmühle Vogtland GmbH wurde 2013 gegründet. Mittels einer neuen Technologie wurden im selben Jahr in der Rubinmühle die bisher verwendeten drei Schällinien ersetzt, 2014 wurde die achte Extrusionsanlage in Betrieb genommen.
Ebenfalls 2014 begann der Bau der Schälmühle in Plauen-Oberlosa im Vogtland, deren Baukosten sich auf 13 Millionen Euro beliefen und die ein Jahr später im Jahr 2015 eingeweiht wurde. Im selben Jahr erweiterte Rubin die Mühle in Lahr-Hugsweier auf einer 9.000 Quadratmeter Fläche u. a. um eine neue Produktionshalle. Im Jahr 2017 nahm Rubin das Werk III in Lahr in Betrieb, in dem Müsli und Haferflocken verpackt werden.
2021 investierte Rubin rund 23 Millionen Euro in eine neue Schäl- und Flockenmühle sowie in ein neues Bürogebäude in Plauen-Oberlosa. Die neue Mühle wurde 2023 eingeweiht und hatte eine Verdopplung der Produktion von 144 auf 280 Tonnen täglich verarbeitetes Getreide zur Folge.
Im Jahr 2023 konnte die Rubinmühle das Werk 4 auf dem Lahrer Flughafenareal aus der Insolvenzmasse der Firma Galvanoform übernehmen. Der neue Standort bietet zusätzliche Lager- und Produktionsflächen und ergänzt die bestehenden Kapazitäten am Hauptsitz in Hugsweier sowie auf dem Flugplatzareal sinnvoll.

### Bau der Brücke in Hugsweier
Seit den 1950er Jahren setzt sich die Familie Rubin beim Ortschaftsrat Hugsweier für den Bau einer Brücke als Südanbindung zum Flugplatz und zur Autobahn ein. Die Brücke sollte über die Schutter den Lkw-Verkehr aus dem Ortskern ziehen, um die Bevölkerung in Hugsweier von dem Schwerlastverkehr zu entlasten, der das Stammwerk der Rubinmühle täglich ansteuert. Im September 2023 gab die Ortsverwaltung in Hugsweier bekannt, dass ein Bauantrag für die Brücke gestellt werden darf. Laut dem Geschäftsführer der Rubinmühle, Christopher Rubin, existiert jedoch seitens der Stadt Lahr keine Planungsgrundlage, ohne die keine Brücke geplant und kein Bauantrag gestellt werden kann.

### Brand Werk 3

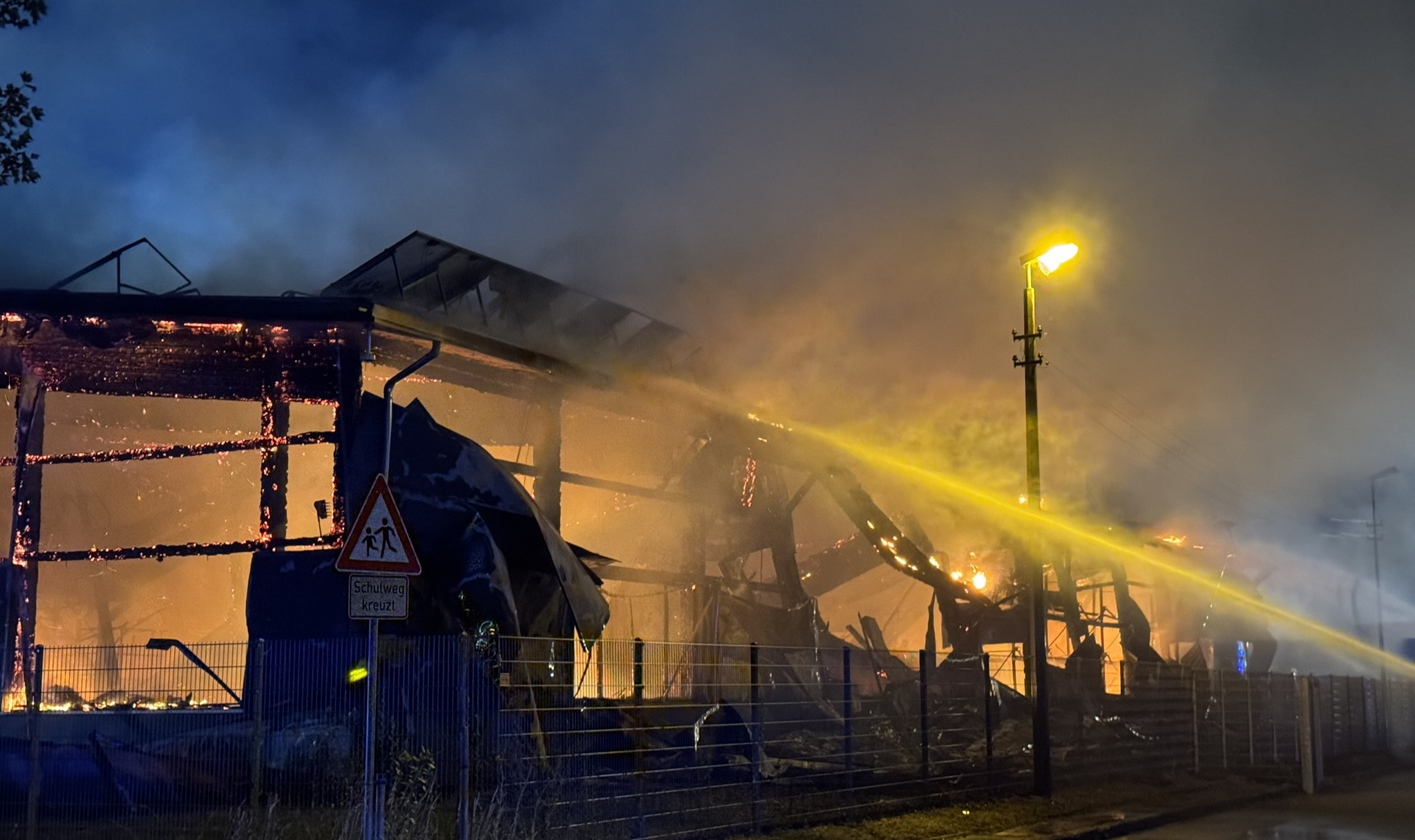
Rubinmühle Werk 3 im Vollbrand (2024)

In der Nacht auf den 23. Juli 2024 kam es im Werk 3 der Rubinmühle auf dem Lahrer Flugplatz zu einem verheerenden Brand. Das rund 1600 Quadratmeter große Gebäude, in dem Verpackungslinien für Haferflocken und Müsli sowie Büroräume untergebracht waren, wurde vollständig zerstört. Verletzt wurde niemand, der Sachschaden lag im Millionenbereich.
Um die Lieferfähigkeit aufrechtzuerhalten, wurde kurzfristig mit externen Dienstleistern zusammengearbeitet. Verwaltungseinheiten wie Buchhaltung, Personal und Einkauf wurden provisorisch untergebracht. Inzwischen ist ein Neubau am Standort geplant, in dem die Verwaltung künftig zentral zusammengeführt werden soll. Zudem wird am Standort Plauen eine zusätzliche Verpackungslinie installiert, um Prozesse zu optimieren. Trotz der Belastungen durch den Brand kam es zu keinen Entlassungen – das Unternehmen sieht den Wiederaufbau als Chance für eine gestärkte Zukunft.

## Unternehmensstruktur
Im Geschäftsjahr 2021 erwirtschaftete die Rubin GmbH & Co. KG einen Konzernumsatz in Höhe von 109,61 Millionen Euro und beschäftigte 244 Mitarbeiter. Als Geschäftsführer des Unternehmens fungieren Rolf Rubin, Karl-Reiner Rubin und Christopher Rubin.
Die Rubin GmbH & Co. KG in Lahr fungiert als Mutterunternehmen der konsolidierten Tochterunternehmen Rubin Mühle GmbH in Lahr sowie der Rubinmühle Vogtland GmbH in Plauen. Die operativen Tochtergesellschaften betreiben Schälmühlen an den Standorten in Lahr sowie in Plauen; in Lahr wird zudem eine Weizenmühle betrieben.

## Produkte
Die Rubinmühle produziert in Lahr Mehle, Flocken, Knusperflakes und Extrudate. Außerdem werden Müslimischungen produziert und abgepackt. Einen weiteren Schwerpunkt der Produktion stellen pflanzliche Produkte als Basis für Lebensmittel und Fleischersatz dar. Seit 2016 produziert die Rubinmühle mithilfe eines Extruders – einer Art Fleischwolf – Texturate aus Sonnenblumenprotein. Weiterhin werden auch Proteine aus anderen pflanzlichen Quellen wie Erbsen, Bohnen und Soja verarbeitet.
Die Rubinmühle Vogtland in Plauen-Oberlosa fertigt Getreideflocken von Dinkel, Gerste, Weizen, Roggen und Hafer. Während der Hafer in Deutschland, Tschechien, Polen und dem Baltikum geerntet wird, erfolgt die automatisierte und computergesteuerte Reinigung und Schälung des Hafers und die anschließende Verarbeitung zu Flocken, Hafergrütze und Mehl am Standort der Mühle in Plauen-Oberlosa.
Die Unternehmensgruppe betreibt 9 Extrusionslinien, von denen sieben der Herstellung von Lebensmitteln dienen. Mittels der beiden anderen Linien werden vegetarische Snacks für die Tiernahrung gefertigt.

## Referenzen
1. 1 2 3 4 5 6 7 8  Rubin GmbH & Co. KG, Konzernabschluss zum Geschäftsjahr vom 1.1.2021 zum 31.12.2021, veröffentlicht im Bundesanzeiger am 9. Februar 2023, abgerufen am 22. September 2023.
2. 1 2  Matthias Heidinger: Mühlen in der Ortenau Bürokratie und steigende Preise: Das ist des Müllers Frust. In: Offenburger Tageblatt. 21. Februar 2022, abgerufen am 17. Oktober 2023.
3. ↑  Bernhard Reichenbach: Vom traditionellen Mühlenbetrieb zum modernen Dienstleister. In: Sweets processing. 5. Juni 2019, abgerufen am 2. November 2023.
4. 1 2 3  Bettina Schaller: Von der Dorfmühle zur Design-Fabrik. In: Badische Zeitung. 22. Mai 2014, abgerufen am 22. September 2023.
5. ↑  Walter Caroli: Hugsweier: Dorf an der Silberschutter: Eine Ortsgeschichte. Lahr Verlag, Lahr 2013, ISBN 978-3-943180-09-1, S. 451.
6. ↑  Walter Caroli: Hugsweier: Dorf an der Silberschutter: Eine Ortsgeschichte. Lahr Verlag, Lahr 2013, ISBN 978-3-943180-09-1, S. 453, 457 f.
7. 1 2  Felix Lieschke: Von Mühle zu Mühle – Die Schutter wurde über Jahrhunderte nutzbar gemacht – manche Betriebe haben überlebt, manche sich verändert, manche haben es nicht geschafft. In: Badische Zeitung. 17. September 2018.
8. ↑  Walter Caroli: Hugsweier: Dorf an der Silberschutter: Eine Ortsgeschichte. Lahr Verlag, Lahr 2013, ISBN 978-3-943180-09-1, S. 460 ff.
9. ↑  Walter Caroli: Hugsweier: Dorf an der Silberschutter: Eine Ortsgeschichte. Lahr Verlag, Lahr 2013, ISBN 978-3-943180-09-1, S. 453.
10. 1 2 3  Chronik: Die Lahrer Müller-Dynastie. In: Badische Zeitung. 22. Mai 2014, abgerufen am 22. September 2023.
11. ↑  Walter Caroli: Hugsweier: Dorf an der Silberschutter: Eine Ortsgeschichte. Lahr Verlag, Lahr 2013, ISBN 978-3-943180-09-1, S. 462.
12. ↑  Rubinmühle Vogtland GmbH, Plauen. In: North Data. Abgerufen am 2. November 2023.
13. ↑  Rubin-Mühle baut in Plauen. In: Offenburger Tageblatt. 22. Mai 2014, abgerufen am 2. November 2023.
14. 1 2  Cornelia Henze: Plauener Flocken kommen weit rum. In: Vogtland-Anzeiger. 8. Januar 2016.
15. ↑  Bruno Kohlmeyer: Der Weg für Erweiterung der Rubinmühle ist fast frei. In: Badische Zeitung. 25. Februar 2015, abgerufen am 17. Oktober 2023.
16. ↑  Manfred Dürbeck: Das Werk III bringt eine Entlastung. In: Badische Zeitung. 7. Oktober 2017, abgerufen am 22. September 2023.
17. ↑  Größte Investition in Firmengeschichte. In: Freie Presse. 2. August 2021, abgerufen am 27. September 2023.
18. ↑  Rubinmühle verdoppelt Produktion. In: Freie Presse. 18. Januar 2023, abgerufen am 22. September 2023.
19. ↑  Swen Uhlig: Spezialtechnik und Superbeton für Neubau der Hafermühle. In: Freie Presse. 11. Februar 2022, abgerufen am 17. Oktober 2023.
20. ↑  Mark Alexander: Nach dem Brand in Lahr erfährt die Rubinmühle große Solidarität. Badische Zeitung, 29. Juli 2024, abgerufen am 13. Juni 2025.
21. ↑  Bettina Schaller: Rubinmühle will Brücke über die Schutter bauen. In: Badische Zeitung. 20. September 2022, abgerufen am 17. Oktober 2023.
22. ↑  Bettina Schaller: Rubinmühle: In Lahr-Hugsweier gibt es Klagen über Laster im Ort. In: Badische Zeitung. 17. September 2023, abgerufen am 17. Oktober 2023.
23. 1 2  Mark Alexander: Keine Verletzten, aber hoher Schaden beim Brand einer Werkshalle der Firma Rubin auf dem Lahrer Flugplatz. Badische Zeitung, 23. Juli 2024, abgerufen am 13. Juni 2025.
24. ↑  Bastian Bernhardt: Lahrer Rubinmühle plant Büro-Neubau nach Brand-Drama. Badische Zeitung, 23. Januar 2025, abgerufen am 13. Juni 2025.
25. ↑  Jan Boller: Geschäftsführer im Gespräch: So geht es der Lahrer Rubinmühle drei Monate nach dem Großbrand. Schwarzwälder Bote, abgerufen am 13. Juni 2025.
26. ↑  Bettina Schaller: Fleischersatz muss Biss haben. In: Badische Zeitung. 29. August 2023.
27. ↑  Swen Uhlig: Neubau der Rubinmühle: "Auch wir haben bluten müssen". In: Freie Presse. 4. April 2023, abgerufen am 17. Oktober 2023.
28. ↑  Rubinmühle verdoppelt Produktion. In: Freie Presse. 18. Februar 2023, abgerufen am 17. Oktober 2023.